# الله‌رودبار
اله رودبار، روستایی است از توابع بخش مرکزی شهرستان بابل در استان مازندران ایران. مردم این روستا از قوم طبری هستند و به زبان مازندرانی لهجه بابلی تکلم میکنند بیشتر مردم این روستا به کشاورزی محصولاتی مانند برنج و مرکبات مشغول هستند عده ای از مردم در شهر بابل کار میکنند باغ گل نرگس و باغ گل محمدی که سالانه گردشگرانی از شهر بابل و شهرهای اطراف دارد در این روستا واقع می‌باشد 

## جمعیت
این روستا در دهستان اسبوکلا قرار دارد و براساس سرشماری مرکز آمار ایران در سال ۱۳۸۵، جمعیت آن ۱۶۰۸ نفر (۳۹۰خانوار) بوده‌است.